# Teateråret 1931

## Händelser

### Okänt datum
- Ninette de Valois balett Sadler's Wells lämnar teatern Old Vic i London för en egen byggnad[1]
- Den ryska judiska teatern Habima flyttar verksamheten till Tel Aviv i Israel.

## Årets uppsättningar

### Okänt datum
- Siegfried Fischers pjäs Augustas lilla felsteg har premiär på Mosebacke revyteater i Stockholm.
- Siegfried Fischers pjäs En söderpojke uruppfös på Söders friluftsteater i Stockholm den kom senare att filmas som Bomans pojke.
- Gösta Gustaf-Janson, Henning Ohlson och Fridolf Rhudins pjäs Sympatiska Simon uruppförs på Örebro teater.
- Hjalmar Bergmans pjäs Hans nåds testamente sätts upp på Vasateatern i Stockholm.
- Carl Zuckmayers pjäs Skomakarkaptenen i Köpenick (Der Hauptmann von Köpenick. Ein deutsches Märchen) har svensk premiär i Stockholm.

## Födda
- 13 april – Beverley Cross, brittisk pjäs- och manusförfattare.